# Olympique de Marseille 1970-1971
Questa voce raccoglie le informazioni riguardanti l'Olympique de Marseille nelle competizioni ufficiali della stagione 1970-1971.

## Stagione
A inizio stagione l'Olympique Marsiglia ebbe modo di navigare nelle posizioni alte della classifica occupando, dopo dieci giornate, la vetta della graduatoria assieme ai campioni in carica del Saint-Étienne, confermando tale posizione anche al termine del girone di andata. 
Nel frattempo la squadra aveva affrontato i trentaduesimi di finale della Coppa delle Fiere, dai quali uscì sconfitto ai rigori dai cecoslovacchi dello Spartak Trnava, dopo che gli incontri si erano conclusi sul risultato complessivo di 2-2. 
Subito dopo il giro di boa la squadra, che aveva visto l'avvento alla guida tecnica di Lucien Leduc in sostituzione di Mario Zatelli, continuò a inseguire il Saint-Étienne: conclusosi in parità lo scontro diretto, nelle ultime sette partite l'Olympique Marsiglia ottenne altrettante vittorie che le permisero di piazzare il sorpasso definitivo tra la trentatreesima e la trentaquattresima giornata e di concludere in testa con quattro punti di vantaggio sui diretti avversari. 
Nel finale di stagione si registrò l'eliminazione della squadra in semifinale di Coppa di Francia, sconfitto ai rigori dal Rennes dopo che il doppio confronto si era concluso con il punteggio totale di 3-3. Nei turni precedenti l'Olympique Marsiglia aveva eliminato, in sequenza, Bastia, Strasburgo, Red Star e Blois.

## Maglie e sponsor
Lo sponsor tecnico per la stagione 1970-1971 è Le Coq Sportif, mentre gli sponsor ufficiali sono BUT! per il campionato e St. Yorre per la Coppa di Francia. Le divise sono interamente bianche, salvo i calzettoni che talvolta possono alternarsi tra il celeste e il bianco; in trasferta viene invece utilizzata una maglia blu, oppure rossa. Le maglie utilizzate in Coppa di Francia recano inoltre il numero del giocatore sulla parte anteriore.
| Casa | Casa | Trasferta | Terza divisa |

## Rosa
Fonte:
| N. |                       | Ruolo | Calciatore         |
| -- | --------------------- | ----- | ------------------ |
|    | Francia (bandiera)    | P     | Christian Delachet |
|    | Francia (bandiera)    | P     | Jean-Paul Escale   |
|    | Jugoslavia (bandiera) | P     | Ilija Pantelić     |
|    | Francia (bandiera)    | D     | André Bodji        |
|    | Francia (bandiera)    | D     | François Bracci    |
|    | Francia (bandiera)    | D     | Jean-Louis Hodoul  |
|    | Francia (bandiera)    | D     | Édouard Kula       |
|    | Francia (bandiera)    | D     | Jean-Pierre Lopez  |
|    | Francia (bandiera)    | D     | Yvan Piatti        |
|    | Francia (bandiera)    | D     | Jules Zvunka       |

| N. |                       | Ruolo | Calciatore      |
| -- | --------------------- | ----- | --------------- |
|    | Francia (bandiera)    | C     | Joseph Bonnel   |
|    | Francia (bandiera)    | C     | Gilbert Gress   |
|    | Francia (bandiera)    | C     | Daniel Leclercq |
|    | Francia (bandiera)    | C     | Jacques Novi    |
|    | Francia (bandiera)    | A     | Didier Couécou  |
|    | Francia (bandiera)    | A     | Ange Di Caro    |
|    | Francia (bandiera)    | A     | Charly Loubet   |
|    | Svezia (bandiera)     | A     | Roger Magnusson |
|    | Jugoslavia (bandiera) | A     | Josip Skoblar   |

## Calciomercato

### Sessione estiva
| Acquisti | Acquisti        | Acquisti     | Acquisti |
| R.       | Nome            | da           | Modalità |
| -------- | --------------- | ------------ | -------- |
| D        | Édouard Kula    | Neuilly      |          |
| C        | Daniel Leclercq | Valenciennes |          |
| A        | Didier Couécou  | Nizza        |          |

| Cessioni | Cessioni                | Cessioni            | Cessioni |
| R.       | Nome                    | a                   | Modalità |
| -------- | ----------------------- | ------------------- | -------- |
| D        | Jean Djorkaeff          | Paris Saint-Germain |          |
| C        | Jean-Pierre Destrumelle | Paris Saint-Germain |          |
| C        | Léon Galli              | Olympique Alès      |          |
| C        | Roland Merschel         | Aix                 |          |
| C        | Ilija Mitić             | Holland Sport       |          |
| A        | Jacques Casolari        | Béziers             |          |
| A        | Michel Chaumeton        | Bastia              |          |
| A        | Joseph Yegba Maya       | Valenciennes        |          |
| A        | Jean-Claude Scotti      | Aix                 |          |

### Sessione invernale
| Acquisti | Acquisti       | Acquisti            | Acquisti |
| R.       | Nome           | da                  | Modalità |
| -------- | -------------- | ------------------- | -------- |
| P        | Ilija Pantelić | Bataillon Joinville |          |
| C        | Gilbert Gress  | Stoccarda           |          |

## Risultati
Fonte:

### Division 1

#### Girone di andata
| Arbitro: | Poncin |

|           |           |                        |
| Lemée 73’ | Marcatori | 51’ Loubet 86’ Skoblar |

| Arbitro: | Vuillemin |

|                      |           |  |
| Magnusson 17’ (rig.) | Marcatori |  |

| Arbitro: | Frauciel |

|                       |           |  |
| Vergnes 21’, 46’, 48’ | Marcatori |  |

| Arbitro: | Uhlen |

|                                              |           |  |
| Skoblar 15’, 19’ Loubet 39’, 78’ Couécou 71’ | Marcatori |  |

| Arbitro: | Frauciel |

|                           |           |             |
| Herbin 16’ Sarramagna 68’ | Marcatori | 38’ Skoblar |

| Arbitro: | Mouton |

|                                               |           |                      |
| Di Caro 18’ Couécou 32’, 48’ Skoblar 80’, 88’ | Marcatori | 67’ (rig.) Kovačević |

| Arbitro: | Verbecke |

|                     |           |  |
| Lech 50’ Wiberg 70’ | Marcatori |  |

| Arbitro: | Petit |

|                                                 |           |  |
| Skoblar 20’, 40’ Magnusson 24’ Couécou 70’, 80’ | Marcatori |  |

| Arbitro: | Frauciel |

|              |           |                                      |
| Blanchet 53’ | Marcatori | 25’ Skoblar 59’ Leclercq 89’ Couécou |

| Arbitro: | Lefebvre |

|                |           |                        |
| Coustillet 27’ | Marcatori | 14’ Loubet 27’ Skoblar |

| Arbitro: | Wurtz |

|                        |           |                           |
| Bonnel 15’ Couécou 35’ | Marcatori | 59’ Melić 85’ (rig.) Lech |

| Arbitro: | Mouton |

|              |           |                                  |
| Di Nallo 67’ | Marcatori | 15’, 66’, 76’ Skoblar 81’ Loubet |

| Arbitro: | Maillard |

|                  |           |             |
| Skoblar 32’, 49’ | Marcatori | 67’ Hausser |

| Arbitro: | Petit |

|  |           |                             |
|  | Marcatori | 20’ Bonnel 61’, 90’ Skoblar |

| Arbitro: | Coquerille |

|            |           |  |
| Loubet 48’ | Marcatori |  |

| Arbitro: | Wurtz |

|                        |           |                                |
| Lenoir 43’ Cosnard 50’ | Marcatori | 13’ (aut.) Cosnard 16’ Skoblar |

| Arbitro: | Poncin |

|                                       |           |  |
| Loubet 7’, 15’ Bonnel 85’ Skoblar 85’ | Marcatori |  |

| Arbitro: | Uhlen |

|                             |           |             |
| Burdino 10’ Jensen 43’, 66’ | Marcatori | 69’ Skoblar |

| Arbitro: | Debroas |

|             |           |             |
| Skoblar 11’ | Marcatori | 1’ Pintenat |

#### Girone di ritorno
| Arbitro: | Coquerille |

|            |           |                      |
| Le Roy 80’ | Marcatori | 3’ Lopez 24’ Skoblar |

| Arbitro: | Mouton |

|                         |           |                           |
| Skoblar 18’, 39’ (rig.) | Marcatori | 30’ Marcellin 67’ Vergnes |

| Arbitro: | Vuillemin |

|              |           |                      |
| Le Bihan 51’ | Marcatori | 1’ Skoblar 64’ Gress |

| Arbitro: | Wurtz |

|                               |           |                      |
| Bosquier 4’ (rig.) Bonnel 64’ | Marcatori | 35’ Keïta 60’ Bereta |

| Arbitro: | Peauger |

|                    |           |          |
| Gaidoz 15’ Roy 70’ | Marcatori | 18’ Kula |

| Arbitro: | Poncin |

|                                  |           |  |
| Bonnel 37’ Skoblar 45’ Gress 88’ | Marcatori |  |

| Angoulême 24 marzo 1971 26ª giornata | Angoulême | 0 – 0 referto | Olympique Marsiglia | Stadio Camille Lebon (8 838 spett.)\| Arbitro: \| Uhlen \| |
| Arbitro:                             | Uhlen     |               |                     |                                                            |

| Arbitro: | Petit |

|                          |           |                            |
| Rio 3’ (aut.) Bonnel 59’ | Marcatori | 43’ Blanchet 73’ Kervarrec |

| Arbitro: | Frauciel |

|                                                          |           |                                     |
| Sérafin 31’ (aut.) Skoblar 38’, 50’ Loubet 69’ Gress 83’ | Marcatori | 28’ Giachetti 87’ (rig.) Yegba Maya |

| Arbitro: | Uhlen |

|            |           |         |
| Duffez 81’ | Marcatori | 5’ Novi |

| Arbitro: | Poncin |

|                            |           |             |
| Lassalette 50’ Natouri 85’ | Marcatori | 70’ Skoblar |

| Arbitro: | Petit |

|                        |           |                           |
| Loubet 37’ Couécou 59’ | Marcatori | 57’ Domenech 81’ Di Nallo |

| Arbitro: | Maillard |

|                                            |           |                      |
| Skoblar 5’ (rig.), 52’, 43’ Bonnel 7’, 26’ | Marcatori | 41’ Kanyan 63’ Serra |

| Arbitro: | Wurtz |

|               |           |                 |
| Blanchard 10’ | Marcatori | 35’, 77’ Loubet |

| Arbitro: | Mouton |

|                                      |           |  |
| Skoblar 22’, 40’, 43’, 83’ Gress 29’ | Marcatori |  |

| Arbitro: | Héliès |

|            |           |                         |
| Hodoul 43’ | Marcatori | 30’, 36’ (rig.) Skoblar |

| Arbitro: | Debroas |

|                                         |           |  |
| Skoblar 50’ Bonnel 57’ Papin 90’ (aut.) | Marcatori |  |

| Arbitro: | Frauciel |

|                                      |           |                                               |
| Ahache 76’ Gueniche 82’ Pintenat 88’ | Marcatori | 14’ (aut.) Ferrié 25’, 40’ Skoblar 68’ Bonnel |

| Arbitro: | Uhlen |

|                                                  |           |                                   |
| Bonnel 12’, 21’ Skoblar 24’, 34’, 51’ Loubet 43’ | Marcatori | 33’ Leclerc 54’ Grava 63’ Molitor |

### Coppa di Francia
| Arbitro: | Uhlen |

|                               |           |  |
| Loubet 37’, 57’ Magnusson 39’ | Marcatori |  |

| Arbitro: | Debroas |

|             |           |  |
| Skoblar 66’ | Marcatori |  |

| Arbitro: | Mouton |

|             |           |  |
| Couécou 47’ | Marcatori |  |

| Arbitro: | Wurtz |

|  |           |             |
|  | Marcatori | 12’ Skoblar |

| Arbitro: | Mouton |

|                                                                                              |           |                    |
| Couécou 6’, 28’ Skoblar 33’, 48’, 74’ (rig.) Bonnel 48’ Magnusson 52’, 63’, 83’ Leclercq 90’ | Marcatori | 80’ (rig.) Gassert |

| Arbitro: | Lefebvre |

|                         |           |                                            |
| Gassert 74’, 80’ (rig.) | Marcatori | ? 70’ Bonnel 75’ Couécou 85’ Charly Loubet |

| Arbitro: | Petit |

|             |           |  |
| Skoblar 23’ | Marcatori |  |

| Arbitro: | Frauciel |

|              |                      |            |
| Guy 61’, 44’ | Marcatori            | 31’ Loubet |
|              | Tiri di rigore 4 – 2 |            |

### Coppa delle Fiere
| Arbitro: | Bentu |

|                              |           |  |
| Dobiaš 31’ (rig.) Masrna 38’ | Marcatori |  |

| Arbitro: | Marques da Silva |

|                                    |                      |                                   |
| Couécou 13’ Skoblar 73’            | Marcatori            |                                   |
| Magnusson Kula Skoblar Novi Hodoul | Tiri di rigore 3 – 4 | Kuna Dobiaš Hrušecký Fandel Kabát |

## Statistiche

### Statistiche di squadra
| Competizione      | Punti | In casa | In casa | In casa | In casa | In casa | In casa | In trasferta | In trasferta | In trasferta | In trasferta | In trasferta | In trasferta | Totale | Totale | Totale | Totale | Totale | Totale | DR  |
| Competizione      | Punti | G       | V       | N       | P       | Gf      | Gs      | G            | V            | N            | P            | Gf           | Gs           | G      | V      | N      | P      | Gf     | Gs     | DR  |
| ----------------- | ----- | ------- | ------- | ------- | ------- | ------- | ------- | ------------ | ------------ | ------------ | ------------ | ------------ | ------------ | ------ | ------ | ------ | ------ | ------ | ------ | --- |
| Division 1        | 55    | 19      | 13      | 6       | 0       | 55      | 15      | 19           | 10           | 3            | 6            | 33           | 28           | 38     | 23     | 9      | 6      | 94     | 48     | +46 |
| Coupe de France   | -     | 5       | 5       | 0       | 0       | 15      | 1       | 3            | 2            | 0            | 1            | 6            | 4            | 8      | 7      | 0      | 1      | 21     | 5      | +16 |
| Coppa delle Fiere | -     | 1       | 1       | 0       | 0       | 2       | 0       | 1            | 0            | 0            | 1            | 0            | 2            | 2      | 1      | 0      | 1      | 2      | 2      | 0   |
| Totale            | -     | 25      | 19      | 6       | 0       | 72      | 16      | 23           | 12           | 3            | 8            | 39           | 34           | 48     | 31     | 9      | 8      | 117    | 55     | +62 |

### Andamento in campionato
| Giornata  | 1 | 2 | 3 | 4 | 5 | 6 | 7 | 8 | 9 | 10 | 11 | 12 | 13 | 14 | 15 | 16 | 17 | 18 | 19 | 20 | 21 | 22 | 23 | 24 | 25 | 26 | 27 | 28 | 29 | 30 | 31 | 32 | 33 | 34 | 35 | 36 | 37 | 38 |
| --------- | - | - | - | - | - | - | - | - | - | -- | -- | -- | -- | -- | -- | -- | -- | -- | -- | -- | -- | -- | -- | -- | -- | -- | -- | -- | -- | -- | -- | -- | -- | -- | -- | -- | -- | -- |
| Luogo     | T | C | T | C | T | C | T | C | T | T  | C  | T  | C  | T  | C  | T  | C  | T  | C  | T  | C  | T  | C  | T  | C  | T  | C  | C  | T  | T  | C  | C  | T  | C  | T  | C  | T  | C  |
| Risultato | V | V | P | V | P | V | P | V | V | V  | N  | V  | V  | V  | V  | N  | V  | P  | N  | V  | N  | V  | N  | P  | V  | N  | N  | V  | N  | P  | N  | V  | V  | V  | V  | V  | V  | V  |
| Posizione | 7 | 3 | 7 | 2 | 5 | 2 | 6 | 4 | 2 | 1  | 2  | 2  | 2  | 1  | 1  | 1  | 1  | 1  | 1  | 1  | 1  | 1  | 1  | 2  | 2  | 2  | 2  | 2  | 2  | 2  | 2  | 2  | 1  | 1  | 1  | 1  | 1  | 1  |

Fonte:  Classements, su ligue1.com, ligue1.com. URL consultato il 23 agosto 2014 (archiviato dall'url originale il 26 agosto 2014).
Legenda:

Luogo: C = Casa; T = Trasferta. Risultato: V = Vittoria; N = Pareggio; P = Sconfitta.

### Statistiche dei giocatori
| Giocatore    | Division 1 | Division 1 | Division 1  | Division 1 | Coupe de France | Coupe de France | Coupe de France | Coupe de France | Coppa delle Fiere | Coppa delle Fiere | Coppa delle Fiere | Coppa delle Fiere | Totale   | Totale | Totale      | Totale     |
| Giocatore    | Presenze   | Reti       | Ammonizioni | Espulsioni | Presenze        | Reti            | Ammonizioni     | Espulsioni      | Presenze          | Reti              | Ammonizioni       | Espulsioni        | Presenze | Reti   | Ammonizioni | Espulsioni |
| ------------ | ---------- | ---------- | ----------- | ---------- | --------------- | --------------- | --------------- | --------------- | ----------------- | ----------------- | ----------------- | ----------------- | -------- | ------ | ----------- | ---------- |
| A. Bodji     | 0          | 0          | 0           | 0          | 0               | 0               | 0               | 0               | 0                 | 0                 | 0                 | 0                 | 0        | 0      | 0           | 0          |
| J. Bonnel    | 37         | 12         | 1           | 0          | 8               | 2               | 0               | 0               | 2                 | 0                 | 0                 | 0                 | 47       | 14     | 1           | 0          |
| D. Couécou   | 28         | 8          | 0           | 0          | 3               | 4               | 0               | 0               | 2                 | 1                 | 0                 | 1                 | 33       | 13     | 0           | 1          |
| C. Delachet  | 1          | -0         | 0           | 0          | 0               | -0              | 0               | 0               | 0                 | -0                | 0                 | 0                 | 1        | -0     | 0           | 0          |
| A. Di Caro   | 2          | 1          | 0           | 0          | 0               | 0               | 0               | 0               | 0                 | 0                 | 0                 | 0                 | 2        | 1      | 0           | 0          |
| J.P. Escale  | 35         | -47        | 0           | 0          | 8               | -5              | 0               | 0               | 2                 | -2                | 0                 | 0                 | 45       | -54    | 0           | 0          |
| G. Gress     | 19         | 4          | 0           | 0          | 8               | 0               | 0               | 0               | 0                 | 0                 | 0                 | 0                 | 27       | 4      | 0           | 0          |
| J.L. Hodoul  | 38         | 1          | 0           | 0          | 8               | 0               | 0               | 0               | 2                 | 0                 | 0                 | 0                 | 48       | 1      | 0           | 0          |
| É. Kula      | 35         | 1          | 0           | 0          | 8               | 0               | 0               | 0               | 2                 | 0                 | 0                 | 0                 | 45       | 1      | 0           | 0          |
| D. Leclercq  | 17         | 1          | 0           | 0          | 3               | 1               | 0               | 0               | 0                 | 0                 | 0                 | 0                 | 20       | 2      | 0           | 0          |
| J.P. Lopez   | 38         | 1          | 0           | 0          | 8               | 0               | 0               | 0               | 2                 | 0                 | 0                 | 0                 | 48       | 1      | 0           | 0          |
| C. Loubet    | 32         | 14         | 0           | 2          | 6               | 4               | 0               | 0               | 2                 | 0                 | 0                 | 0                 | 40       | 18     | 0           | 2          |
| R. Magnusson | 35         | 2          | 0           | 0          | 7               | 4               | 0               | 0               | 2                 | 0                 | 0                 | 0                 | 44       | 6      | 0           | 0          |
| J. Novi      | 38         | 1          | 0           | 0          | 8               | 0               | 0               | 0               | 2                 | 0                 | 0                 | 0                 | 48       | 1      | 0           | 0          |
| I. Pantelić  | 2          | -1         | 0           | 0          | 0               | -0              | 0               | 0               | 0                 | -0                | 0                 | 0                 | 2        | -1     | 0           | 0          |
| Y. Piatti    | 0          | 0          | 0           | 0          | 0               | 0               | 0               | 0               | 0                 | 0                 | 0                 | 0                 | 0        | 0      | 0           | 0          |
| J. Skoblar   | 36         | 44         | 0           | 0          | 8               | 5               | 0               | 0               | 2                 | 1                 | 0                 | 0                 | 46       | 50     | 0           | 0          |
| J. Zvunka    | 38         | 0          | 1           | 0          | 7               | 0               | 0               | 0               | 2                 | 0                 | 0                 | 0                 | 47       | 0      | 1           | 0          |